# إصلاح مجلس أمن الأمم المتحدة
يشمل إصلاح مجلس أمن الأمم المتحدة خمس قضايا أساسية: فئات العضوية، ومسألة استحواذ الأعضاء الخمسة الدائمين على حق النقض، والتمثيل الإقليمي، وحجم المجلس الموسع وأساليب عمله، والعلاقة بين مجلس الأمن والجمعية العامة. طورت الدول الأعضاء والتجمعات الإقليمية وغيرها من دول مجموعات المصالح مواقف واقتراحات مختلفة حول كيفية المضي قدمًا في هذه المسألة المتنازع عليها.
يتطلب أي إصلاح لمجلس الأمن موافقة ثلثي الدول الأعضاء على الأقل في تصويت (انتخاب) في الجمعية العامة ويجب أن يصدَّق عليه من قبل ثلثي الدول الأعضاء. وأن يوافق جميع الأعضاء الدائمين في مجلس أمن الأمم المتحدة (الذين يتمتعون بحق النقض). (يدعى بالإنجليزية: الفيتو)

## لمحة تاريخية
تأسس مجلس الأمن في عام 1945. ومنذ ذلك الحين تغيرت الحقائق الجيوسياسية جذريًا، لكن المجلس لم يتغير إلا قليلًا. صاغ المنتصرون في الحرب العالمية الثانية ميثاق الأمم المتحدة وفقًا لمصالحهم الوطنية، إذ خصصوا لأنفسهم المقاعد الدائمة وما يرتبط بها من حق النقض. يتطلب أي إصلاح لمجلس الأمن إجراء تعديل على الميثاق. تنص المادة 108 من الميثاق على:
«تدخل التعديلات على الميثاق الحالي حيز التنفيذ بالنسبة لجميع أعضاء الأمم المتحدة حين تُعتَمَد بتصويت ثلثي أعضاء الجمعية العامة ويُصدَّق عليها بموجب الإجراءات الدستورية الخاصة من قبل ثلثي أعضاء الأمم المتحدة، شاملًا ذلك جميع الأعضاء الدائمين في مجلس الأمن.»
مع اتساع عضوية الأمم المتحدة وزيادة الثقة بالنفس بين الأعضاء الجدد، والسير جنبًا إلى جنب في عمليات إنهاء الاستعمار، واجهت البنى والإجراءات القديمة تحديات متزايدة. أصبح اختلال التوازن بين عدد المقاعد في مجلس الأمن والعدد الكلي للدول الأعضاء واضحًا، وظهر الإصلاح الملحوظ الوحيد لمجلس الأمن في عام 1965: شمل ذلك زيادة في العضوية غير الدائمة من ستة إلى عشرة أعضاء. مع انتخاب بطرس بطرس غالي أمينًا عامًا في عام 1992، بدأت مناقشات إصلاح مجلس الأمن الدولي مرة أخرى إذ بدأ حكمه الجديد بعقد أول قمة لمجلس الأمن ثم نشر «برنامج للسلام». كان دافعه إعادة هيكلة تركيبة جهاز الأمم المتحدة وإجراءاته البالية، للاعتراف بالعالم المتغير. في القرن الحادي والعشرين، أصبح عدم التوافق بين هيكل مجلس الأمن التابع للأمم المتحدة والواقع العالمي الذي يفترض أن يعكسه المجلس أكثر وضوحًا. أثار ذلك الكثير من المطالب من قبل سياسيين ودبلوماسيين وعلماء عدة لإصلاح المجلس في أقرب وقت حتى يعكس واقع الزمن الحالي وليس واقع زمن تأسيسه. على سبيل المثال، قال العالم الدبلوماسي الهندي ريول كريم لاسكار: «لضمان استمرار وجود الأمم المتحدة وأهميتها، لا بد أن نتأكد من أنها تمثل واقع معادلة القوة بأقرب صورة ممكنة في عالم القرن الحادي والعشرين.»
بحلول عام 1992، أصبحت كل من اليابان وألمانيا ثاني وثالث أكبر مساهم مالي في الأمم المتحدة، وبدآ بالمطالبة بمقعد دائم. رأت كل من البرازيل (خامس أكبر دولة من ناحية المساحة) والهند (ثاني أكبر دولة من حيث عدد السكان) نفسيهما جديرتين بمقعد دائم باعتبارهما أقوى بلدين ضمن مجموعاتهما الإقليمية ولاعبين رئيسيين داخل مناطقهما. شكلت هذه البلدان الأربعة مجموعة مصالح عُرِفت لاحقًا باسم «الفور جي».
في المقابل، عارض منافسوهم الإقليميون تحول دول الفور جي إلى أعضاء دائمين متمتعين بحق النقض. وفضّلوا توسيع فئة المقاعد غير الدائمة بحيث يُنتخَب الأعضاء على أساس إقليمي. بدأت إيطاليا وباكستان والمكسيك ومصر بتشكيل مجموعة مصالح، عُرِفَت باسم «نادي القهوة»، ثم أطلق عليه لاحقًا «الاتحاد من أجل الإجماع».
وتزامنًا مع هذه الأحداث، بدأت المجموعة الأفريقية بالمطالبة بمقعدين دائمين لنفسها، على أساس المظالم التاريخية ولأن معظم جدول أعمال المجلس يتركز على هذه القارة. وسيكون هذان المقعدان مقعدين أفريقيين دائمين، تشغلهما بالتناوب البلدان الأفريقية التي تختارها المجموعة الأفريقية.
أعلن الأعضاء الدائمون الأصليون، الذين تمتعوا بحق النقض في مسألة إصلاح مجلس الأمن، مواقفهم على مضض. دعمت الولايات المتحدة منح العضوية الدائمة لليابان والهند، وإضافة عدد صغير من الدول إلى فئة الأعضاء غير الدائمين. في حين دعمت المملكة المتحدة وفرنسا بشكل أساسي موقف مجموعة الفور جي، المُطالِب بزيادة عدد الأعضاء الدائمين وغير الدائمين وتمتع ألمانيا والبرازيل والهند واليابان بالعضوية الدائمة، بالإضافة إلى ضم المزيد من الدول الأفريقية إلى المجلس. دعمت الصين تمثيلًا أقوى للدول النامية، مصوتةً لصالح الهند. وأيّدت روسيا أيضًا ترشيح الهند لتشغل مقعدًا دائمًا في مجلس الأمن.
اعتبارًا من سبتمبر 2017، قُدِّمت القرارات التالية في اجتماع كونغرس الولايات المتحدة المئة والخامس عشر فيما يتعلق بدعم عضوية الهند الدائمة في مجلس الأمن التابع للأمم المتحدة:
H.Res.535 المقدم في سبتمبر 2017، من قبل النائب آمي بيرا (دي كاليفورنيا) وفرانك بالون (دي نيوجيرسي)-أحيل مباشرةً إلى لجنة الشؤون الخارجية في سبتمبر 2017.

## مقترحات الأعضاء الدائمين

### أفريقيا
وقد اقترح أيضًا أن تُمنح دولة أفريقية مقعدًا في مجلس الأمن، مع احتمال أن تتنافس الجزائر ومصر ونيجيريا وجنوب إفريقيا.
حاليا لا يوجد بلد في أفريقيا لديه مقعد دائم في مجلس الأمن، على الرغم من أنه لم يتم تقديم أي دولة من إفريقيا رسميًا كمرشح للعضوية في مجلس الأمن، إلا أن الجزائر ومصر وإثيوبيا  كينيا ونيجيريا وجنوب إفريقيا أقوى الخيارات.

#### الجزائر
حصلت الجزائر على قدر كبير من الاحترام لحيادها على مر السنين والتزامها الكبير بالتنمية الأفريقية، وكانت الجزائر من بين أوائل الدول التي دعت إلى إصلاح مجلس الأمن إلى جانب كل من الأرجنتين، بوتان، الهند، نيجيريا، بنغلاديش، حيث تمت إضافة مسألة التمثيل العادل في مجلس الأمن وزيادة عدد أعضائه إلى جدول أعمال الجمعية العامة في عام 1979. وجددت دعوتها إلى إصلاح مجلس الأمن خلال الاجتماع الأول لمجموعة العمل المكلفة بالمفاوضات بين الحكومات حول مسألة التمثيل العادل، ودعت إلى منح مقعدين دائمين لأفريقيا حيث صرح ممثل الجزائر الدائم السفير بصديق محمد: «..أن التمثيل الجغرافي العادل والتواجد في كلتا الفئتين لمجلس الأمن سيسمح بزيادة شرعية مجلس الأمن على مستوى الدول الأعضاء والرأي العام الدولي.».

#### مصر
مصر لديها ثاني أكبر اقتصاد في أفريقيا وأكبر جيش في القارة، وكانت واحدة من الأعضاء المؤسسين للأمم المتحدة، وتتمتع بنفوذ كبير في أفريقيا والعالم العربي، وتستضيف مقر جامعة الدول العربية.

#### جنوب إفريقيا
جنوب إفريقيا لديها ثالث أكبر اقتصاد في القارة،

#### إثيوبيا
تعد إثيوبيا أيضًا أحد الأعضاء المؤسسين للأمم المتحدة وتحتل مقعدًا في مفوضية الاتحاد الأفريقي.

#### نيجيريا
نيجيريا هي أكثر البلدان اكتظاظاً بالسكان في إفريقيا، ولديها أكبر اقتصاد في القارة، وهي واحدة من أكبر المساهمين بالأفراد العسكريين والمدنيين في مهام الأمم المتحدة لحفظ السلام.

### البرازيل
تم انتخاب البرازيل عشر مرات لمجلس الأمن، وقد ساهمت بقوات في جهود الأمم المتحدة لحفظ السلام في الشرق الأوسط، والكونغو البلجيكية السابقة، وقبرص، وموزمبيق، وأنغولا، ومؤخراً تيمور الشرقية وهايتي. البرازيل هي واحدة من المساهمين الرئيسيين في الميزانية العادية للأمم المتحدة.
قبل تأسيس الأمم المتحدة في عام 1945، ضغط فرانكلين دي روزفلت من أجل انضمام البرازيل إلى مجلس الأمن، لكن المملكة المتحدة والاتحاد السوفيتي رفضتا ذلك، أرسلت الولايات المتحدة مؤشرات قوية للبرازيل على استعدادها لدعم عضويتها، وإن كان دون حق النقض،  في يونيو 2011 أوصى مجلس العلاقات الخارجية بأن تؤيد حكومة الولايات المتحدة بالكامل إدراج البرازيل كعضو دائم في مجلس الأمن.
حصلت البرازيل على دعم من أربعة من الأعضاء الدائمين الحاليين، وهم فرنسا، روسيا،  المملكة المتحدة  والصين، يتم دعم الارتقاء البرازيلي إلى العضوية الدائمة أيضًا من قبل مجموعة البلدان الناطقة بالبرتغالية (CPLP)،  والبرازيل والدول G4 الأخرى تدعم بعضها البعض في عروضها،  تشمل الدول الأخرى التي تنادي بعضوية البرازيل الدائمة في مجلس الأمن الدولي أستراليا،  شيلي،  فنلندا،  غواتيمالا، إندونيسيا، الفلبين، سلوفينيا، جنوب إفريقيا، وفيتنام.

### ألمانيا
لقد دعت فرنسا صراحة إلى الحصول على مقعد دائم في الأمم المتحدة لشريكها الوثيق في الاتحاد الأوروبي في خطاب ألقاه الرئيس جاك شيراك في برلين عام 2000. حدد المستشار الألماني السابق، جيرهارد شرودر، روسيا أيضًا، من بين دول أخرى، كدولة تدعم عرض ألمانيا،  كما أعرب الرئيس السابق فيدل في. راموس ، رئيس الفلبين، عن تأييد بلاده لطلب ألمانيا، إلى جانب اليابان،  على العكس من ذلك، تقترح إيطاليا وهولندا مقعدًا مشتركًا للاتحاد الأوروبي في المجلس بدلاً من أن تصبح ألمانيا العضو الأوروبي الثالث بجوار فرنسا والمملكة المتحدة، قال وزير الخارجية الألماني السابق يوشكا فيشر إن ألمانيا ستقبل أيضًا مقعدًا أوروبيًا مشتركًا، لكن طالما أن هناك علامة تذكر على أن فرنسا والمملكة المتحدة ستتخلى عن مقعدهما، فيجب أن يكون لألمانيا مقعد أيضًا.
اشتدت الحملة الألمانية لشغل مقعد دائم في عام 2004. أوضح شرودر نفسه تمامًا في أغسطس 2004: «ألمانيا لها الحق في الحصول على مقعد». ويدعم عرضه كل من اليابان والهند والبرازيل وفرنسا والمملكة المتحدة وروسيا، من بين دول أخرى. المستشارة الألمانية الحالية أنجيلا ميركل، التي كانت هادئة في البداية بشأن هذه المسألة، أعادت تأكيد طلب ألمانيا في خطابها أمام الجمعية العامة للأمم المتحدة في سبتمبر 2007. في يوليو 2011، كان يُعتقد أن رحلة ميركل إلى كينيا وأنغولا ونيجيريا كانت مدفوعة، جزئياً، بهدف السعي للحصول على الدعم من الدول الأفريقية لطلب ألمانيا الحصول على مقعد دائم في مجلس الأمن.

### الهند

الدول التي تدعم الهند في الحصول على مقعد دائم في مجلس الأمن.

البلاد لديها حاليا ثاني أكبر عدد من السكان في العالم وهي أكبر ديمقراطية ليبرالية في العالم. كما أنه خامس أكبر اقتصاد في العالم  من حيث الناتج المحلي الإجمالي الاسمي وثالث أكبر من حيث تعادل القوة الشرائية، تمتلك الهند حاليًا ثاني أكبر قوة مسلحة نشطة في العالم (بعد الصين) وهي دولة تمتلك أسلحة نووية، وقد ذكرت صحيفة إنترناشيونال هيرالد تريبيون : «من الواضح أن مقعدًا للهند سيجعل الهيئة أكثر تمثيلا وديمقراطية، مع الهند كعضو، سيكون المجلس هيئة أكثر شرعية وبالتالي أكثر فعالية». وقال توماس فريدمان من صحيفة نيويورك تايمز : «في بعض الأحيان أتمنى أن يتم اختيار الأعضاء الخمسة الدائمين في مجلس الأمن التابع للأمم المتحدة ... بتصويت من قبل المشجعين. . . . بعد ذلك ستكون الدول الخمس هي روسيا والصين والهند وبريطانيا والولايات المتحدة. . . الهند هي أكبر ديمقراطية في العالم.» 
إن محاولة الهند للحصول على عضو دائم في مجلس الأمن تدعمها الآن أربعة من الأعضاء الخمسة الدائمين، وهم فرنسا،  روسيا،  المملكة المتحدة  والولايات المتحدة،  في 15 أبريل 2011 أعربت الصين رسمياً عن دعمها لزيادة دور الهند في الأمم المتحدة، دون تأييد صريح لطموحات مجلس الأمن الهندي. بعد بضعة أشهر، أيدت الصين ترشيح الهند كعضو دائم في مجلس الأمن شريطة أن تلغي الهند دعمها للترشيح الياباني.
الدول الأخرى التي تدعم الهند بشكل صريح للمقعد الدائم لمجلس الأمن هي - أفغانستان،  أرمينيا،  أستراليا،  جزر البهاما،  البحرين،  بنغلاديش،  بيلاروسيا،  بلجيكا،  بليز،  بنين،  بوتان،  بوليفيا،  بروناي،  بلغاريا،  كمبوديا،  تشيلي،  جزر القمر،  كرواتيا،  كوبا،  قبرص،  جمهورية التشيك،  الدنمارك،  جمهورية الدومينيكان،  استونيا،  اثيوبيا،  فيجي،  فنلندا،  غانا،  اليونان،  غيانا،  المجر،  أيسلندا،  إسرائيل،  جامايكا،  لاوس،  ليسوتو  ليبيريا،  ليبيا،  ليتوانيا،  لوكسمبورغ،  كازاخستان،  قيرغيزستان،  ملاوي،  ماليزيا،  جزر المالديف،  مالطا،  موريشيوس،  ميكرونيزيا،  منغوليا،  المغرب،  موزمبيق،  ميانمار،  ناميبيا،  نيبال،  هولندا،  نيوزيلندا،  نيكاراغوا،  نيجيريا،  النرويج،  عُمان،  بالاو،  بابوا غينيا الجديدة،  بيرو،  بولندا،  البرتغال،  رواندا،  قطر،  رومانيا،  صربيا،  السنغال،  سيشيل،  سنغافورة،  سريلانكا،  سلوفاكيا،  سورينام،  سوازيلاند،  السويد،  سوريا،  طاجيكستان،  تنزانيا،  ترينيداد وتوباغو،  تركيا،  توفالو،  أوكرانيا،  الإمارات العربية المتحدة،  أوروغواي،  أوزبكستان،  فنزويلا،  فيتنام،  زامبيا  وزيمبابوي. ككل، يدعم الاتحاد الأفريقي أيضًا ترشيح الهند للعضوية الدائمة في مجلس الأمن الدولي.

## إصلاح حق النقض
ذُكر «حق النقض» التابع لمجلس الأمن بشكل متكرر بصفته مشكلة كبيرة داخل الأمم المتحدة. إذ يمكن لأي دولة من الدول الخمسة الدائمة في مجلس الأمن منع تبني أي مشروع قرار (غير إجرائي) لا يصب في مصالحها عبر استخدام حق النقض (المنصوص عليه في الفصل الخامس من ميثاق الأمم المتحدة). قد يؤدي مجرد التهديد باستخدام حق النقض إلى تغييرات في نص القرار، أو حجزه تمامًا (ما يُدعى «نقضًا ضمنيًا»). ونتيجة لذلك، قد يمنع حق النقض المجلس من التصرف لمعالجة القضايا الدولية الحرجة في كثير من الأحيان ويمنح الأعضاء الدائمين تأثيرًا كبيرًا ضمن مؤسسة الأمم المتحدة ككل.
على سبيل المثال، لم يصدر مجلس الأمن أي قرارات بشأن معظم نزاعات الحرب الباردة الكبرى، بما في ذلك غزو حلف وارسو لتشيكوسلوفاكيا، وحرب فيتنام، والحرب السوفيتية-الأفغانية. تتأثر القرارات التي تعالج مشكلات أكثر حداثة، مثل النزاع بين إسرائيل وفلسطين أو تطوير إيران المشبوه للأسلحة النووية، أيضًا بشدة بحق النقض، سواء استخدامَه الفعلي أو التهديد باستخدامه. بالإضافة إلى ذلك، يُطبَّق حق النقض على اختيار الأمين العام للأمم المتحدة، وأي تعديلات تطرأ على ميثاق الأمم المتحدة، ما يمنح الأعضاء الخمسة الدائمين تأثيرًا كبيرًا على هذه العمليات. استخدمت الصين حق النقض عدة مرات على قرارات الهند بوضع مسعود أزهر على قائمة الإرهابيين العالميين. أزهر هو قائد جيش محمد، الذي صنفته الأمم المتحدة مجموعة إرهابية.
تشمل المناقشات بشأن تحسين فعالية الأمم المتحدة واستجابتها للتهديدات الأمنية الدولية إصلاحَ حق النقض التابع لمجلس الأمن. تتضمن المقترحات التالي: حصر استخدام حق النقض في مسائل الأمن القومي الحيوية؛ أو اشتراط موافقة عدة دول قبل ممارسة حق النقض؛ أو إلغاء حق النقض كليًا؛ والبدء بالانتقال المنصوص عليه في المادة 106 من الميثاق، والذي يشترط بقاء مبدأ إجماع الآراء. سيكون أي إصلاح لحق النقض صعبًا للغاية. تضمن المادتان 108 و109 من ميثاق الأمم المتحدة للدول الخمسة الدائمة الحق لنقض أي تعديلات للميثاق، وتُشتَرط موافقتهم على أي تعديلات على حق النقض الخاص بمجلس الأمن الدولي الذي يتمتعون به هم أنفسهم.
استنادًا إلى قرار الجمعية العامة للأمم المتحدة 377 (الاتحاد لأجل السلام)، في الحالات التي «يفشل فيها مجلس الأمن في أداء مسؤوليته في الحفاظ على السلام والأمن الدوليين والقضايا التي تشكل تهديدًا للسلم أو انتهاكًا للسلام أو فعلًا عدوانيًا، بسبب عدم إجماع الأعضاء الدائمين، تنظر الجمعية العامة في الموضوع على الفور بهدف تقديم توصيات مناسبة إلى الأعضاء لاتخاذ تدابير جماعية، بما في ذلك استخدام القوة المسلحة عند الضرورة في حال انتهاك السلام أو العمل العدواني، لصون أو استرجاع السلام والأمن الدوليين.»